# 1836年美國總統選舉
1836年美國總統選舉（1836 United States presidential election）是美國第13屆總統選舉，由時任民主黨副總統馬丁·范布倫對上輝格黨提名的四位候選人。
安德魯·傑克遜在上次總統選舉成功連任，促使他的反對者聯合成立輝格黨。在1835年的民主黨全國代表大會上，傑克遜欽點馬丁·范布倫作為自己的繼任者。輝格黨則因為剛成立不久，無法對單一候選人達成共識，決議在各州提名最具優勢的候選人，造成有四位候選人的情況，目標是阻止范布倫取得過半選舉人票（148票）。儘管如此，最終范布倫仍獲得170張選舉人票，當選第八任美國總統。